# Hexagrammos
Hexagrammos – rodzaj ryb skorpenokształtnych z rodziny terpugowatych.

## Klasyfikacja
Gatunki zaliczane do tego rodzaju:
- Hexagrammos agrammus
- Hexagrammos decagrammus
- Hexagrammos lagocephalus
- Hexagrammos octogrammus
- Hexagrammos otakii
- Hexagrammos stelleri - terpuga białoplama[3]

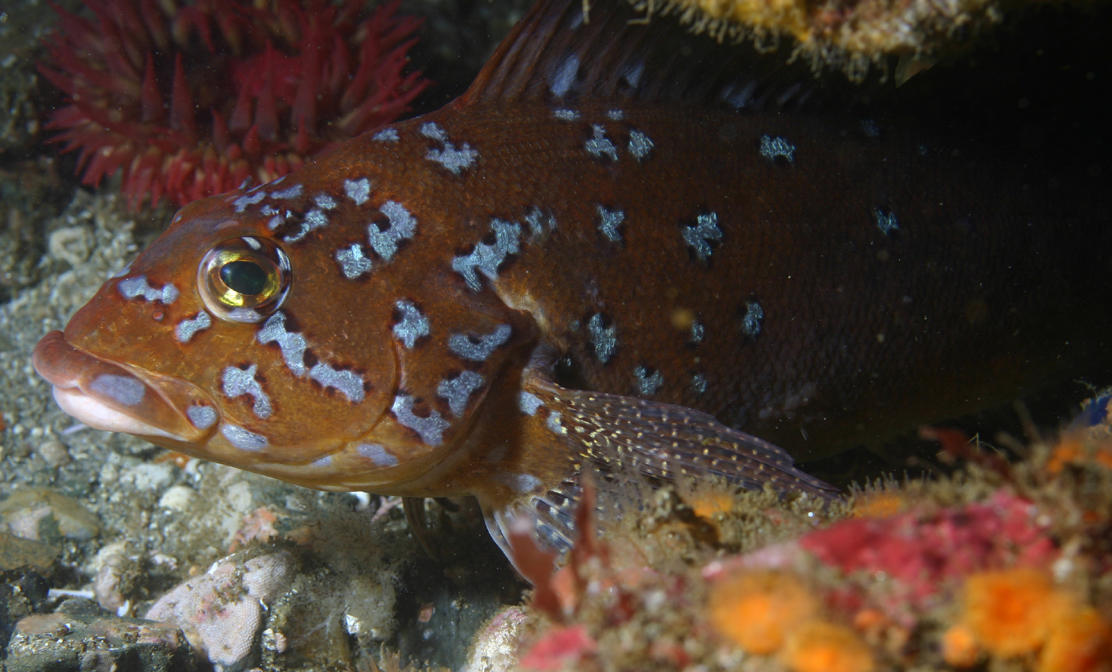
Hexagrammos decagrammus
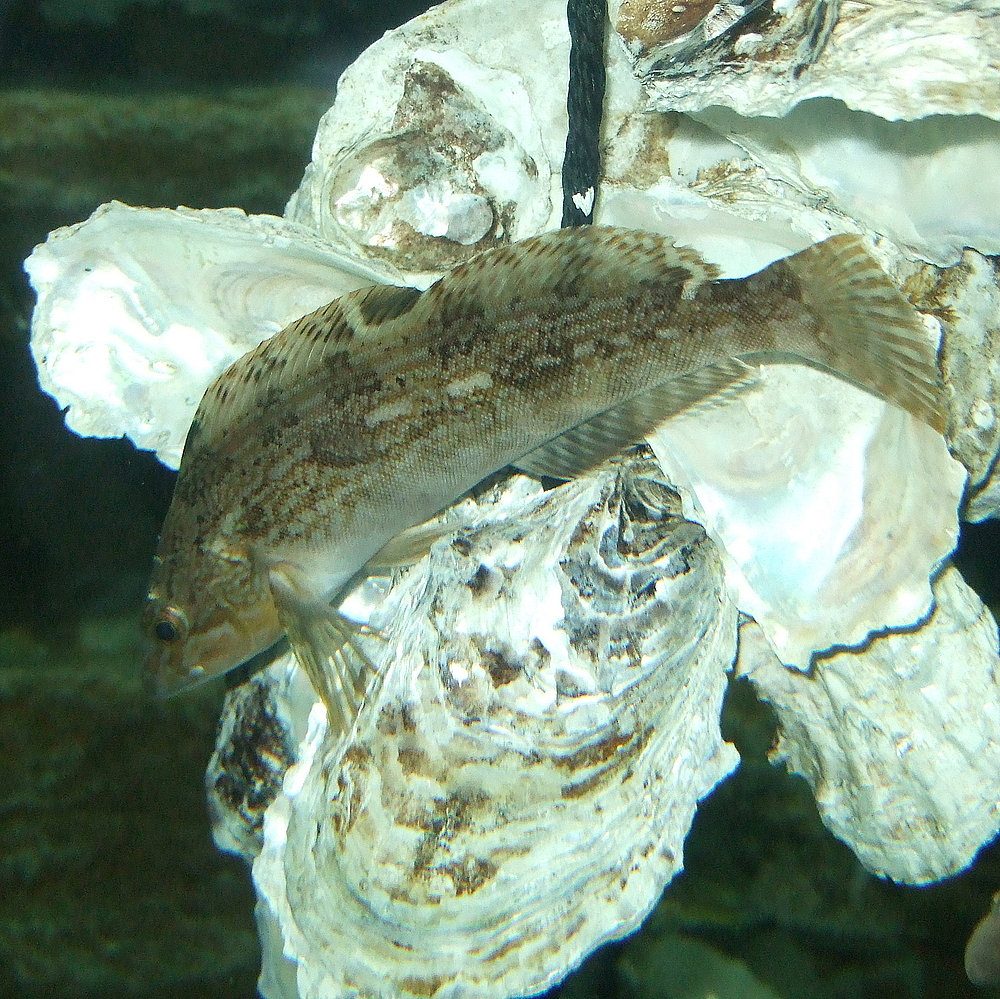
Hexagrammos otakii